# Meister des Malchiner Altars

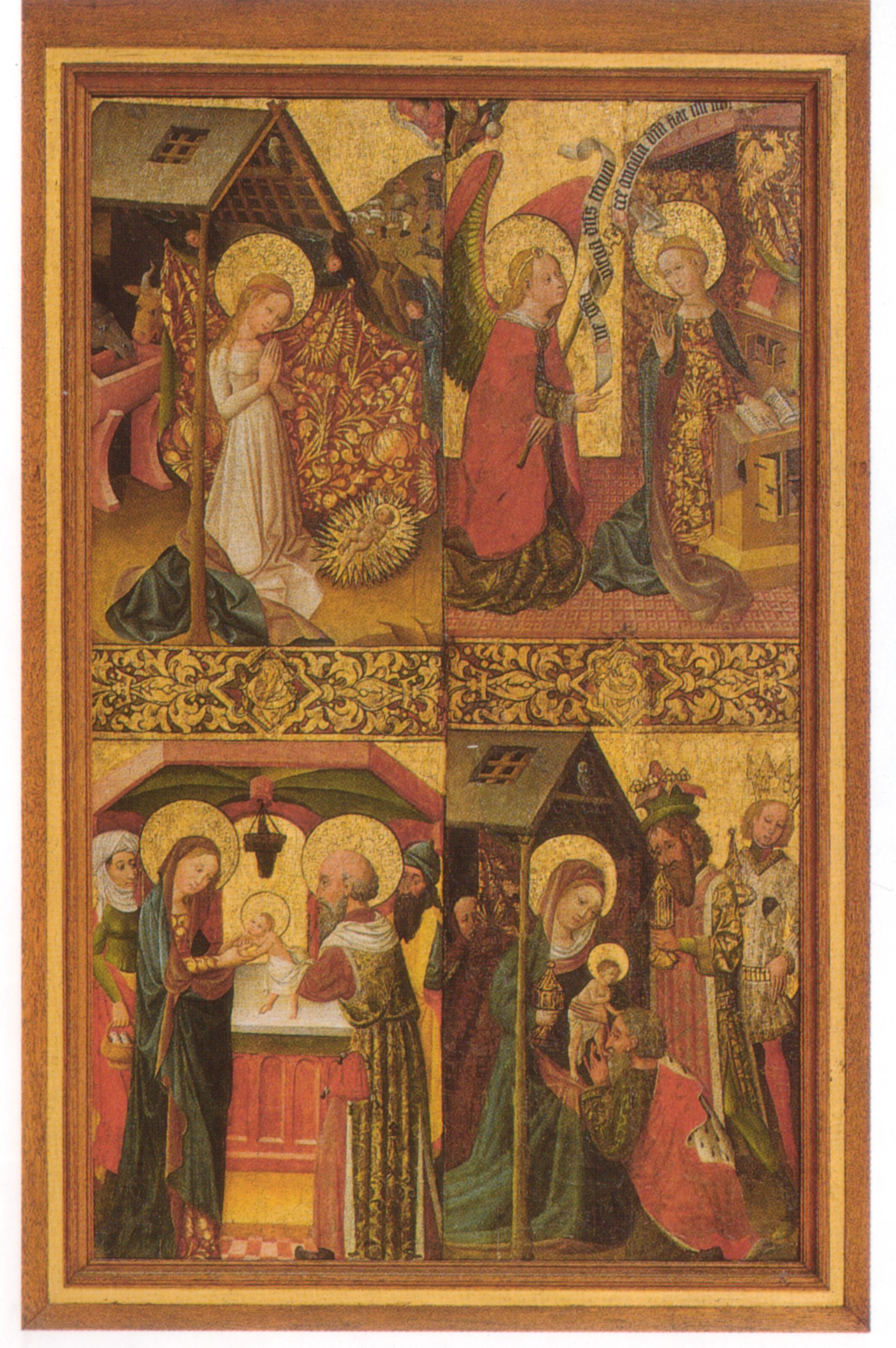
Flügel des Marienaltars in der Rostocker Marienkirche (um 1430/40).

Meister des Malchiner Altars ist der Notname eines niederdeutschen Malers, der Mitte der ersten Hälfte des 15. Jahrhunderts vermutlich in Hamburg tätig war.
Der Meister des Malchiner Altars erhielt seinen Notnamen nach den Tafelmalereien an den Außenflügeln des im Mittelteil geschnitzten Marien-Altars in der backsteingotischen Stadtkirche St. Johannis von Malchin. Die Malereien deuten auf den Umkreis oder Nachfolger des Meisters Francke in Hamburg hin. Sie wurden früher mit den Gemälden auf den Außenflügeln des Hochaltars von St. Georgen in Wismar sowie den Fragmenten eines Kreuzigungsaltars in der Rostocker Marienkirche in Verbindung gebracht. Die auch diskutierte Verbindung zu den Flügeln des Dreikönigsaltars aus der Rostocker Johanniskirche wurde hingegen alsbald zugunsten des Meisters des Rostocker Dreikönigs-Altars verworfen.

## Belege
1. ↑  Abbildung bei Friedrich Schlie: Die Kunst- und Geschichts-Denkmäler des Grossherzogthums Mecklenburg-Schwerin. II. Band: Die Amtsgerichtsbezirke Wismar, Grevesmühlen, Rehna, Gadebusch und Schwerin. Schwerin 1898, Neudruck Schwerin 1992, zwischen S. 76/77, ISBN 3-910179-06-1
2. ↑  Alfred Stange: Deutsche Malerei der Gotik. 1938, S. 202 ff
3. ↑  Harald Busch: Meister des Nordens. Die altniederdeutsche Malerei 1450 – 1550. Hamburg 1943, S. 64

| Personendaten    | Personendaten                        |
| ---------------- | ------------------------------------ |
| NAME             | Meister des Malchiner Altars         |
| KURZBESCHREIBUNG | niederdeutscher Maler                |
| GEBURTSDATUM     | 14. Jahrhundert oder 15. Jahrhundert |
| STERBEDATUM      | 15. Jahrhundert                      |